# كريس لانجفان
كريس لانجفان هو لاعب هوكي الجليد كندي، ولد في 27 نوفمبر 1959 في مونتريال في كندا.

## وصلات خارجية
- كريس لانجفان على موقع دوري الهوكي الوطني (الإنجليزية)
- كريس لانجفان على موقع EliteProspects.com (الإنجليزية)
- كريس لانجفان على موقع HockeyDB.com (الإنجليزية)
- كريس لانجفان على موقع Hockey-Reference.com (الإنجليزية)